# Harmonia (mytologi)
För andra betydelser, se Harmonia.

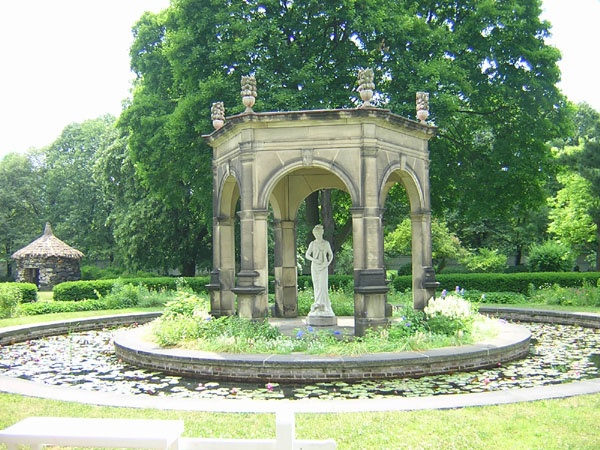
Staty föreställande Harmonia i Pennsylvania.

Harmonia var i grekisk mytologi dotter till krigsguden Ares och kärleksgudinnan Afrodite samt hustru till Thebes grundare Kadmos. De hade barnen Ino och Semele.

## Harmonias halsband
Kadmos gav henne som brudgåva ett av Hefaistos förfärdigat, olycksbringande halsband. Långt efter Harmonias död skänktes halsbandet av Polyneikes till Erifyle mot villkor, att hon skulle övertala sin gemål, Amfiaraos, att deltaga i "de sju furstarnas" härfärd mot Tebe. Under detta fälttåg fann Amfiaraos sin död, och med anledning därav mördades Erifyle av sin egen son Alkmaion. Halsbandet orsakade därefter ytterligare olyckor, split och mord, till dess det slutligen av Alkmaions söner deponerades bland tempelskatterna i Delfi. Men dess olycksbringande art visade sig ännu en gång under det så kallade  "tredje heliga kriget" (357–346 f. Kr.) då fokierna plundrade det delfiska templet.